# 津久井町
津久井町（つくいまち）は、神奈川県の北西に位置した津久井郡にかつてあった町である。2006年3月20日に相模原市に編入された。2010年4月から相模原市緑区の一部である。
相模川を城山ダムでせき止めてできた津久井湖や支流の中津川を宮ヶ瀬ダムでせき止めてできた宮ヶ瀬湖など水源がある。
津久井郡相模湖町、相模原市との合併協議については相模原市を参照のこと。

## 地理
- 山：丹沢山、大室山、城山、仙洞寺山、南山、茨菰山、焼山、黍殻山、袖平山、東峰、中峰、西峰、蛭ヶ岳、檜洞丸、鐘撞山
- 河川：相模川、道志川、神ノ川、早戸川、水沢川、串川、尻久保川
- 湖沼：津久井湖、宮ヶ瀬湖、奥相模湖
- ダム：城山ダム、宮ヶ瀬ダム、道志ダム、沼本ダム

### 隣接していた自治体
- 津久井郡城山町・相模湖町・藤野町
- 愛甲郡愛川町・清川村、足柄上郡山北町
- 東京都八王子市
- 山梨県南都留郡道志村

## 歴史

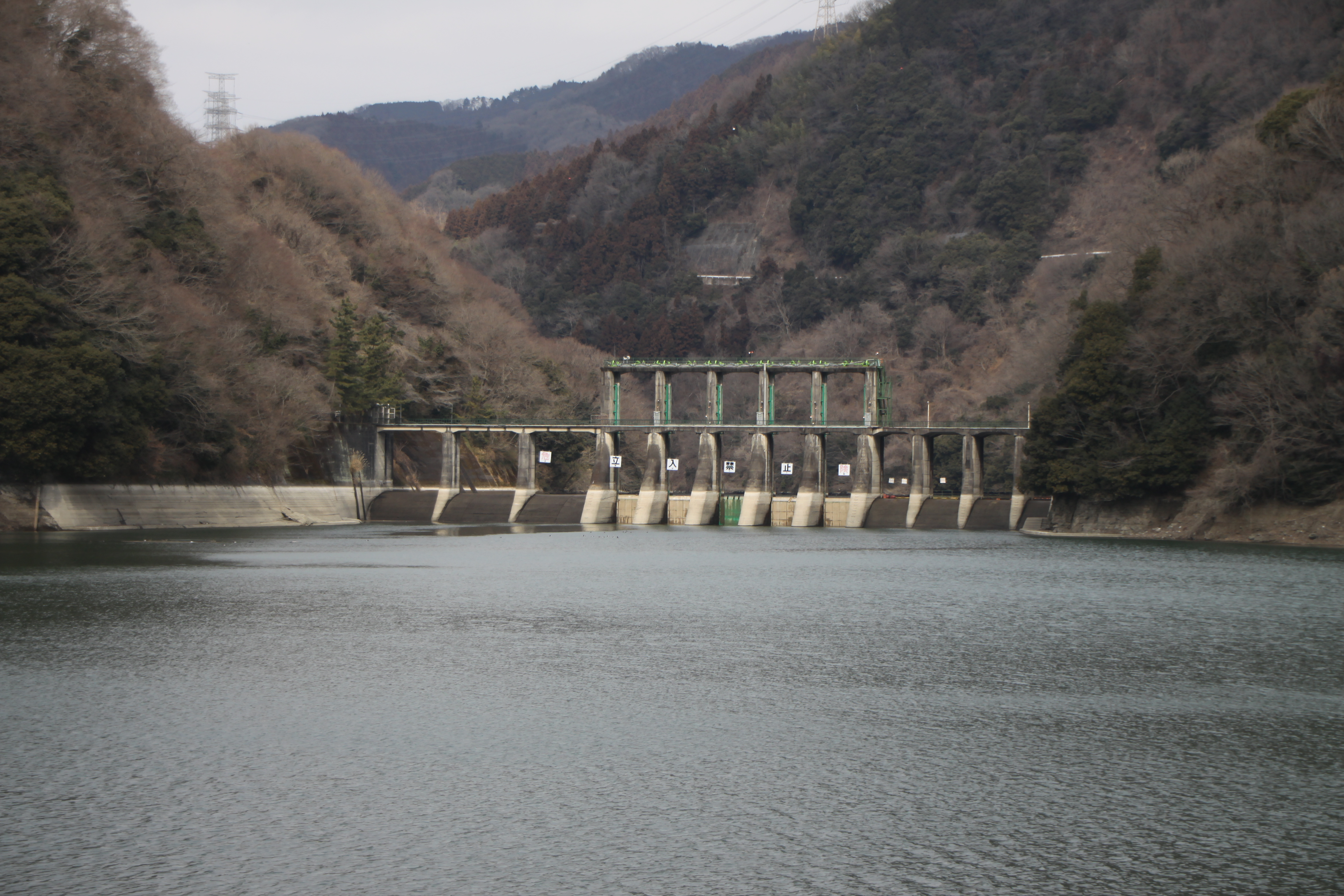
沼本ダム

- 1889年4月1日 - 神奈川県津久井郡に中野村・太井（おおい）村・三沢村（三井村＋中沢村）・又野村・三ケ木（みかげ）村・青山村・長竹村・根小屋（ねごや）村・鳥屋（とや）村・青野原村・青根村が成立。中野村に郡役所がおかれる。
- 1909年5月1日 - 青山村・長竹村・根小屋村が合併し串川村に。
- 1925年1月1日 - 中野村に町制施行。中野町（第1次）に。
- 1925年7月1日 - 中野町・太井村・又野村・三ヶ木村が合併し中野町（第2次）発足。
- 1943年 - 沼本ダム及び沼本調整池が完成。
- 1955年4月1日 - 中野町・串川村・青野原村・青根村・鳥屋村と三沢村の三井地区が合併し津久井町発足。
- 1965年 - 津久井湖及び城山ダム完成。
- 1969年 - 町長、町議2人が逮捕。ゴルフ場を造成する業者との間で、町有地の払い下げの便宜を図るなどによる贈収賄[1]。
- 1998年 - 試験湛水により宮ヶ瀬湖誕生。
- 2006年3月20日 - 相模湖町と共に相模原市に編入され、相模原市津久井町（つくいちょう）となり、地域自治区を2011年3月31日まで設置。
- 2010年4月1日 - 相模原市が政令指定都市に移行し、津久井地域の行政区は緑区となり、住所から「津久井町」の表記が外れる。（相模原市津久井町○○→相模原市緑区○○）

## 行政

### 県の行政機関
- 神奈川県企業庁津久井水道営業所
- 相模原県税事務所津久井支所
- 県北地域県政総合センター（津久井合同庁舎）
- 神奈川県津久井警察署

### 町の支所・出張所
※右記は合併後の名称
- 津久井町役場　　　 →　津久井総合事務所
  - 串川支所　　　　　→　串川出張所
  - 鳥屋支所　　　　　→　鳥屋出張所
  - 青野原支所　　　 →　青野原出張所
  - 青根支所　　　　　→　青根出張所
  - 津久井中央出張所　→　津久井中央連絡所

### 広域行政

#### 津久井郡広域行政組合
- 津久井郡広域行政組合
  - 津久井郡消防本部（現・相模原市津久井消防署）※旧・津久井郡消防本部の所在地は相模湖町
    - 青根出張所
    - 鳥屋出張所
    - 救急隊派出所

  - 衛生センター（現・相模原市津久井クリーンセンター）

#### 収益事業
- 相模湖モーターボート競走組合 - 平和島競艇を主催。2005年3月31日解散。

## 町議会

### 町議会の組織
- 議会運営委員会
- 常任委員会
  - 総務
  - 社会文教
  - 産業建設
- 特別委員会
  - ダム対策
  - 行財政改革
  - 市町村合併問題
  - バス問題
  - 議会だより

## 姉妹都市・提携都市

### 海外
- トレイル市（カナダ ブリティッシュコロンビア州）
  - 1991年4月15日姉妹都市提携

## 地域

### 教育

#### 高等学校
- 神奈川県立津久井高等学校

#### 中学校
- 津久井町立青根中学校
- 津久井町立青野原中学校
- 津久井町立串川中学校
- 津久井町立鳥屋中学校
- 津久井町立中野中学校

#### 小学校
- 津久井町立青根小学校
- 津久井町立青野原小学校
- 津久井町立串川小学校
- 津久井町立中央小学校
- 津久井町立鳥屋小学校
- 津久井町立中野小学校
- 津久井町立根小屋小学校

#### 社会教育

##### ホール・集会場・公民館・体育施設
- 文化福祉会館
- 生涯学習センター
- 青根公民館
- 串川社会体育館
- 総合運動公園
- 串川総合運動公園
- 青野原総合運動場
- 青野原道志川の家
- 三井会館
- 小網地域センター
- 串川地域センター
- 串川ひがし会館
- 鳥屋地域センター
- 青根コミュニティーセンター
- 西青山会館

## 交通

### 路線バス
- 神奈川中央交通相模原営業所三ヶ木操車所
- 津久井神奈交バス

### 道路

#### 一般国道
- 国道412号（津久井道）
- 国道413号（道志みち）

#### 県道
- 主要地方道
  - 神奈川県道64号伊勢原津久井線
  - 神奈川県道65号厚木愛川津久井線
  - 神奈川県道76号山北藤野線
- 一般県道
  - 神奈川県道510号長竹川尻線
  - 神奈川県道513号鳥屋川尻線
  - 神奈川県道515号三井相模湖線
  - 神奈川県道518号藤野津久井線

## 名所・旧跡・観光スポット・祭事・催事
- 尾崎咢堂記念館
- 津久井湖城山公園
  - 津久井湖
  - 津久井城址
- 雲居寺の施餓鬼（4月）、中野神社祭礼（7月）、鳥屋諏訪神社祭礼（8月）などの祭礼がある。
- 鳥屋の獅子舞、関の首長囃子、相州奇面太鼓などの民俗芸能が伝承されている。
- 宮ヶ瀬湖、宮ヶ瀬ダム

## 出身有名人
- 佐藤靖子（プロゴルファー）
- 尾崎行雄（政治家）
- 養老静江（現役最高齢の女医、養老孟司の母）
- 本田拓也（サッカー日本代表選手）
- 飯田章（レーシングドライバー）
- タブレット純（お笑いタレント）

## 在住有名人
- 不破哲三（元衆議院議員。日本共産党常任幹部会委員）
- 飯田章（レーシングドライバー）